# Backstage
Backstage er en betegnelse for hvad der sker bag om en scene. Dette gælder både ved teaterforestillinger, koncerter, tv-programmer og meget mere.
| Kunst og kultur | Spire Denne artikel om scenekunst og teater er en spire som bør udbygges. Du er velkommen til at hjælpe Wikipedia ved at udvide den. |